# Relations entre l'Albanie et le Brésil
Les relations entre l'Albanie et le Brésil sont les relations extérieures entre  la république d'Albanie et la république fédérative du Brésil.

## Histoire
Les relations diplomatiques entre l'Albanie et le Brésil ont été établies en 1961. L'Albanie a une ambassade à Brasilia et le Brésil a une ambassade à Tirana.